# Henry Ramos Allup
Henry Lisandro Ramos Allup (Valencia, Carabobo, 17 de octubre de 1943) es un abogado y político venezolano que fue el 7.º presidente de la Asamblea Nacional de Venezuela durante el año 2016. Es secretario general nacional del partido Acción Democrática y Vicepresidente de la Internacional Socialista.

## Primeros años
Hijo de Amanda Allup de Ramos, ama de casa caraqueña y Emilio Ramos Rached, médico, ambos con ascendencia libanesa. A los 15 años era el presidente del centro de estudiantes del Liceo Martín Sanabria, de Valencia y pronto empezaría a militar en las filas de Acción Democrática (AD).
Ganó protagonismo a finales de la década de 1980, cuando AD era el partido de gobierno, al rechazar públicamente el programa de ajustes económicos del presidente Carlos Andrés Pérez, cuyas medidas económicas llevaron a lo que se conocería como el Caracazo.

## Carrera política
Ramos Allup es abogado, fue diputado de la Asamblea Legislativa del Estado Carabobo y cuatro veces diputado por el mismo Estado al Congreso de la República, se desempeñó como Subjefe y Jefe de la Fracción Parlamentaria de Acción Democrática.

### Diputado en el Congreso y secretario general de AD

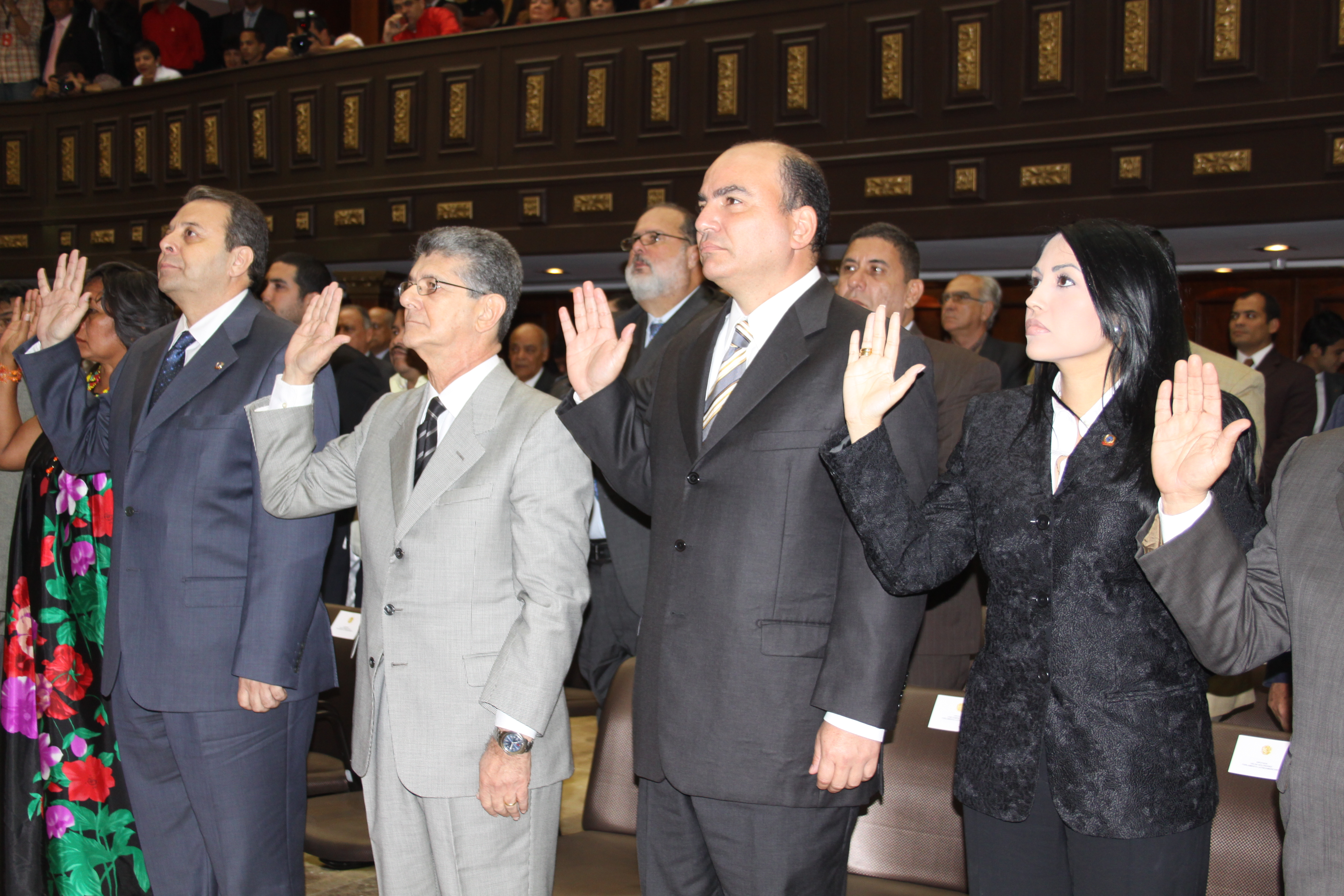
Ramos Allup con otros diputados del Parlamento Latinoamericano en 2011.

En 1994, fue elegido diputado por Carabobo, en las elecciones de 2000 resultó elegido diputado por la circunscripción caraqueña, posteriormente en sincronía con la decisión de la alianza de partidos opositores no presenta su candidatura para la reelección en los comicios legislativos de 2005, esto con la intención de dar a conocer la desconfianza que para la época existía sobre el Consejo Nacional Electoral.
En 2008 su partido se hizo parte de la Mesa de la Unidad, junto con otros partidos como COPEI, Primero Justicia, Proyecto Venezuela, Alianza Bravo Pueblo, Un Nuevo Tiempo y otros.

### Diputado en el Parlamento Latinoamericano
En las elecciones parlamentarias de Venezuela de 2010 Ramos Allup fue electo diputado por la Mesa de la Unidad Democrática para el Parlamento Latinoamericano, siendo juramentado en tal cargo el 7 de enero de 2011.

### Vicepresidente de la Internacional Socialista
Desde agosto de 2012 Ramos Alllup es electo vicepresidente de la Internacional Socialista.

### Diputado en la Asamblea Nacional

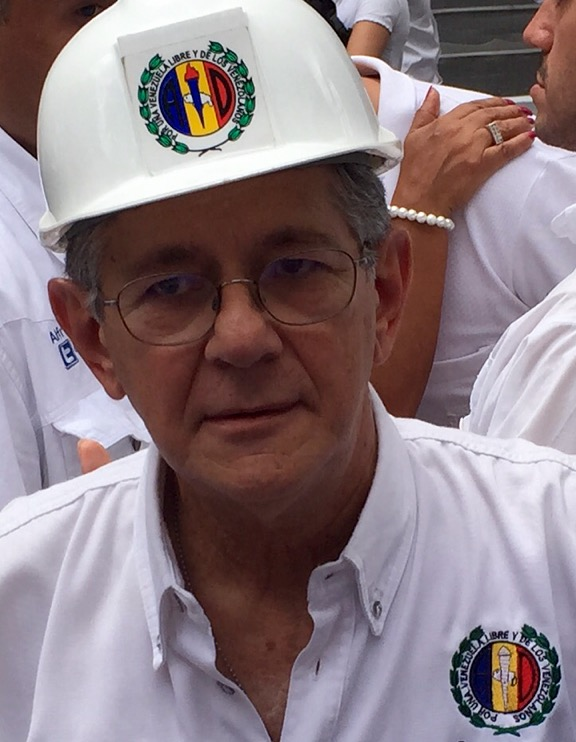
Ramos Allup en 2015.

El 6 de diciembre de 2015 fue elegido diputado a la Asamblea Nacional por la circunscripción número 3 del Distrito Capital para el período 2016-2021 con 139.435 votos (69,83%). 
Fue elegido como postulado a presidente de la Asamblea Nacional (AN) el 3 de enero de 2016, por 62 votos de 112 (109 por la destitución de los tres diputados del estado Amazonas por sentencia del Tribunal Supremo de Justicia).  El 5 de enero de 2016 fue elegido por mayoría evidente como Presidente de la Asamblea Nacional de Venezuela en su sesión de instalación para el período 2016. En el discurso inaugural Ramos Allup planteó que los principales objetivos de la nueva AN serán cambiar el Gobierno del presidente Nicolás Maduro, liberar los presos políticos  y controlar al resto de los poderes del país. Aseguró que "El cambio que estamos proponiendo es constitucional, pacífico y democrático. Ofrecimos que en un lapso de seis meses presentaríamos un método para cambiar el gobierno por vía constitucional y lo cumpliremos".[cita requerida]
Tras proclamar el 6 de enero de 2016 a los tres diputados de Amazonas que el PSUV había impugnado semanas antes, Ramos Allup informó el 12 de enero que los mismos parlamentarios pidieron ser “desincorporados”, esto para evitar que el Tribunal Supremo de Justicia declarara a la AN en desacato, cosa que después ocurrió. Así comenzó oficialmente la crisis política en Venezuela, el cual primero marginó a la oposición de su mayoría de dos tercios y luego terminó neutralizando al Poder Legislativo en la práctica.
Para el comienzo de 2017, el 5 de enero, "honrando el acuerdo que suscribieron las distintas organizaciones políticas, fue rotada la directiva de la asamblea, escogiéndose una nueva junta directiva para el año 2017. En 2018 habrá otra rotación, en 2019 otra y así será hasta 2020, año en que finiquita el período de esta legislatura”. Así lo afirmó el diputado, razón por la cual dejó de ser presidente de la Asamblea Nacional.
El 18 de enero de 2018, Henry Ramos Allup anunció su aspiración a ser candidato a las elecciones presidenciales de Venezuela de 2018, pero no participó, argumentando falta de condiciones y transparencias en el proceso electoral.[cita requerida]

### Disputa por la secretaría de Acción Democrática
El Tribunal Supremo de Justicia de Venezuela designó el 15 de junio de 2020 una directiva ad hoc presidida por Bernabé Gutiérrez, un miembro de la tolda expulsado por acusaciones de corrupción, medida que no es reconocida por la directiva electa de la organización. La directiva de Gutiérrez mantiene el control de la tarjeta de AD en la boleta electoral, administra la sede en La Florida, por lo que actualmente la dirección del partido se encuentra disputada.
En 2024 Ramos Allup se mostró a favor del cese de la Asamblea Nacional de 2015.

## Vida personal
Tiene una hermana llamada Amanda Ramos de Del Nido. Su primer matrimonio fue en Valencia y contrajo segundas nupcias con Diana D'Agostino, con quien tuvo tres hijos: Rodrigo Emilio, Ricardo Enrique y Reinaldo Eduardo.